# 국도 제40호선 (인도)
국도 제40호선(National Highway 40)은 인도의 일반 국도로, 예전의 NH 4, NH 18을 조합한 국도 노선이기도 하다. 기점은 쿠르눌이고 종점은 라니펫이며, 총 연장은 약 408km이다. 기점인 쿠르눌에서는 국도 제44호선 (인도)와 접촉하며, 중간에 카다파와 치투르를 거쳐 종점인 타밀나두주의 라니펫까지 이어준다.

## 주요 경유지
출발지인 쿠르눌에서 시작하여, 난디알, 알라가다, 미두쿠르, 카다파, 치투르 등이 있다.

## 접촉하는 도로
- 국도 제44호선 : 쿠르눌 (기점)[4]
- 국도 제340C호선 : 쿠르눌
- 국도 제544D호선 : 난디알
- 국도 제67호선 : 미두쿠르
- 국도 제716호선 : 카다파 바이패스
- 국도 제340호선 : 라야초티
- 국도 제71호선 : 피레루
- 국도 제140호선 : 푸탈파투
- 국도 제69호선 : 치투르
- 국도 제48호선 : 라니펫 (종점)